# Marie Lávičková
Marie Lávičková (15. července 1968 Chlum u Křemže – 8. března 2024 České Budějovice), známá také jako Máňa, byla bezdomovkyně a recidivistka, která žila v Českých Budějovicích. Stala se hlavní postavou dvou dokumentů Olgy Sommerové.

## Život a kariéra
Máňa, jak si Marie Lávičková nechávala říkat, pocházela z Chlumu u Křemže na Českokrumlovsku, kde vyrostla v lékařské rodině. Rodina se jí zřekla, od 17 let bydlela ve squatech či žila na ulici, podstatnou část svého života však strávila ve vězeňských zařízeních. Zemřela začátkem března 2024 na zdravotní komplikace související s podchlazením.

### V televizi
O životě Marie Lávičkové vznikla dvě díla od dokumetaristky Olgy Sommerové. První z nich je krátkometrážní dokument z roku 1992 Máňa (cyklus OKO), který režírovala spolu s Janem Špátou a který získal Cenu literárního fondu. V roce 2003 se režisérka k tématu vrátila v televizním dokumentu Máňa po deseti letech. Máňa byla také jednou z osob účinkujících v pořadu TV Nova Holky pod zámkem.

#### První výpověď
Od 18 let se živila trestnou činností (například příživnictvím nebo krádežemi) a sama uváděla, že získat práci nemá zájem. Ačkoli některé zdroje uvedly, že nikdy nepracovala, v dokumentu Olgy Sommerové z roku 1992 vyprávěla o své půlroční pracovní zkušenosti. Po zvážení svých možností pak volila cestu, která ji sice často vedla do vězení, nicméně jí umožňovala žít z vyššího příjmu, než jaký by dokázala získat jako zaměstnaná. Ve filmu, který byl natáčen také ve věznici v Pardubicích, se ve svých tehdejších 24 letech svěřila, že již má šestileté zkušenosti z pobytů za mřížemi. Ve filmu hovořila také o lásce, kterou do té doby prožila pouze jedenkrát. S partnerem měla v 16 letech dceru, kterou pak měla v péči Mánina matka.

#### Vězení jako domov
Druhý výše zmíněný dokument režisérky Sommerové obsahuje záběry hlavní představitelky v letech 2000–2001, a to jak z vazební věznice v Českých Budějovicích, tak ze spíše kratších období na svobodě. Ukázal ji jako člověka, který je se znalostmi prostých pravidel vězení přes veškerá omezení se svým životem vlastně spokojený, a pro kterého je obtížné žít jako běžný občan. Věznici zmiňuje jako svůj domov: s jídlem, šaty, lékařskými službami i drobným kapesným. V dokumentu se filmovému štábu otevřeně svěřila s kladnými i zápornými životními zkušenostmi, jednou z později jmenovaných bylo například napadení, po němž Marii Lávičkové na těle zůstaly viditelné stopy a jež bylo později kvalifikováno jako pokus o vraždu.
| „                                  | Já mám zlodějinu asi v krvi a kradu, kradu a kradu. | “ |
| — Marie Lávičková v dokumentu Máňa |                                                     |   |

Máňa byla rovněž známá jistým druhem exhibicionismu, který se projevoval tančením a svlékáním se na veřejnosti. Z tohoto důvodu nesměla vstupovat do řady českobudějovických podniků. Platil pro ni i zákaz pobytu v tomto městě, jak uvedl okresní státní zástupce během soudního řízení v roce 2001.

### Pozdější život
V roce 2013 se Marie Lávičková objevila v médiích v souvislosti se svými protesty proti amnestii prezidenta Klause, protože zřejmě jako jediná v Česku litovala, že byla rovněž ona propuštěna z vězení dříve. Na svobodu se již před tím dostala i díky jedné z amnestií Václava Havla. V prvním dokumentu z roku 1992 však uváděla, že po propuštění měla snahu se zařadit do normálního života, protože ve věznici získala jistou motivaci. Do většinové společnosti se však už potom nedokázala zařadit – naopak se vždy znovu začala stýkat s lidmi žijícími na okraji společnosti a pokračovala v kriminální činnosti. Otevřeně přiznávala, že ve vězení tráví čas raději než na svobodě, a brzy po propuštění se nechávala zatknout například za demonstrativní krádež, nicméně v dokumentu Olgy Sommerové z roku 2003 se při propuštění z výkonu trestu ze znovunabyté svobody raduje.